# Turkestansk alm
Turkestansk alm (Ulmus pumila) är en almväxtart som beskrevs av Carl von Linné. Ulmus pumila ingår i släktet almar, och familjen almväxter. Inga underarter finns listade i Catalogue of Life.
Ulmus pumila når en maximal höjd av 25 meter.
Artens utbredningsområde sträcker sig över Kina, Mongoliet, östra Ryssland, Koreahalvön, Kirgizistan och Turkmenistan. Kanske är även populationerna i Uzbekistan och regionen Kashmir ursprungliga. Ulmus pumila introducerades i flera andra stater. Arten lever i låglandet och i bergstrakter upp till 1000 meter över havet.
Trädet ingår vanligen i lövfällande skogar. Det hittas nära vattenansamlingar även i stäpper och halvöknar. För fröns utveckling behövs fuktig jord. Arten blommar i sydöstra delen av utbredningsområdet i mars och längre norrut i maj. Fortplantningen sker främst med frön som sprids av vinden eller över rötter. Några exemplar i Mongoliet är 200 år gamla.
Beståndet hotas av människans bruk av grundvatten. Många unga exemplar skadas av betesdjur. Under historisk tid försvann flera skogar när jordbruksmarker etablerades eller i samband med skogsbruk. Ulmus pumila är fortfarande vanligt förekommande. IUCN listar arten som livskraftig (LC).

## Bildgalleri

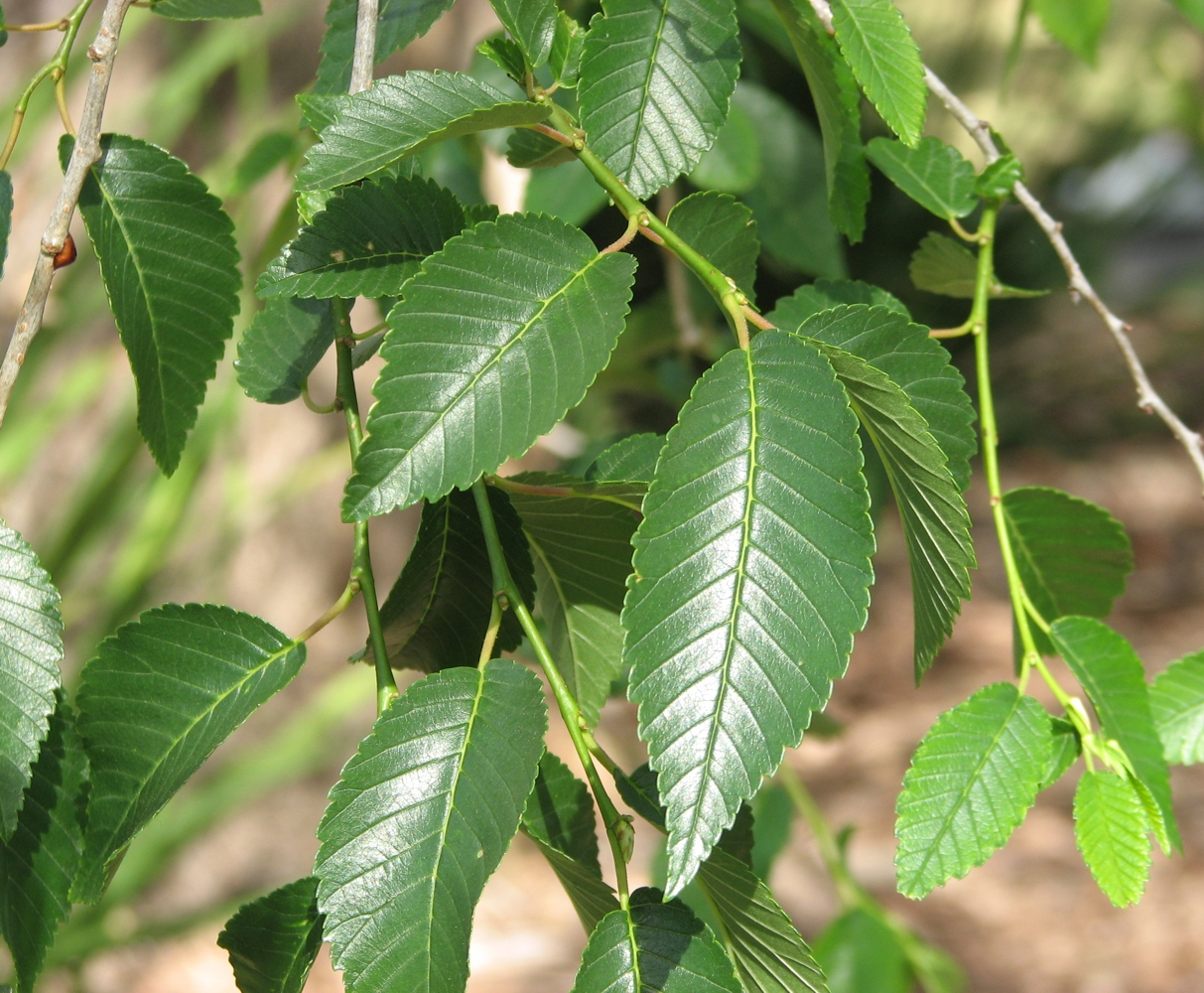
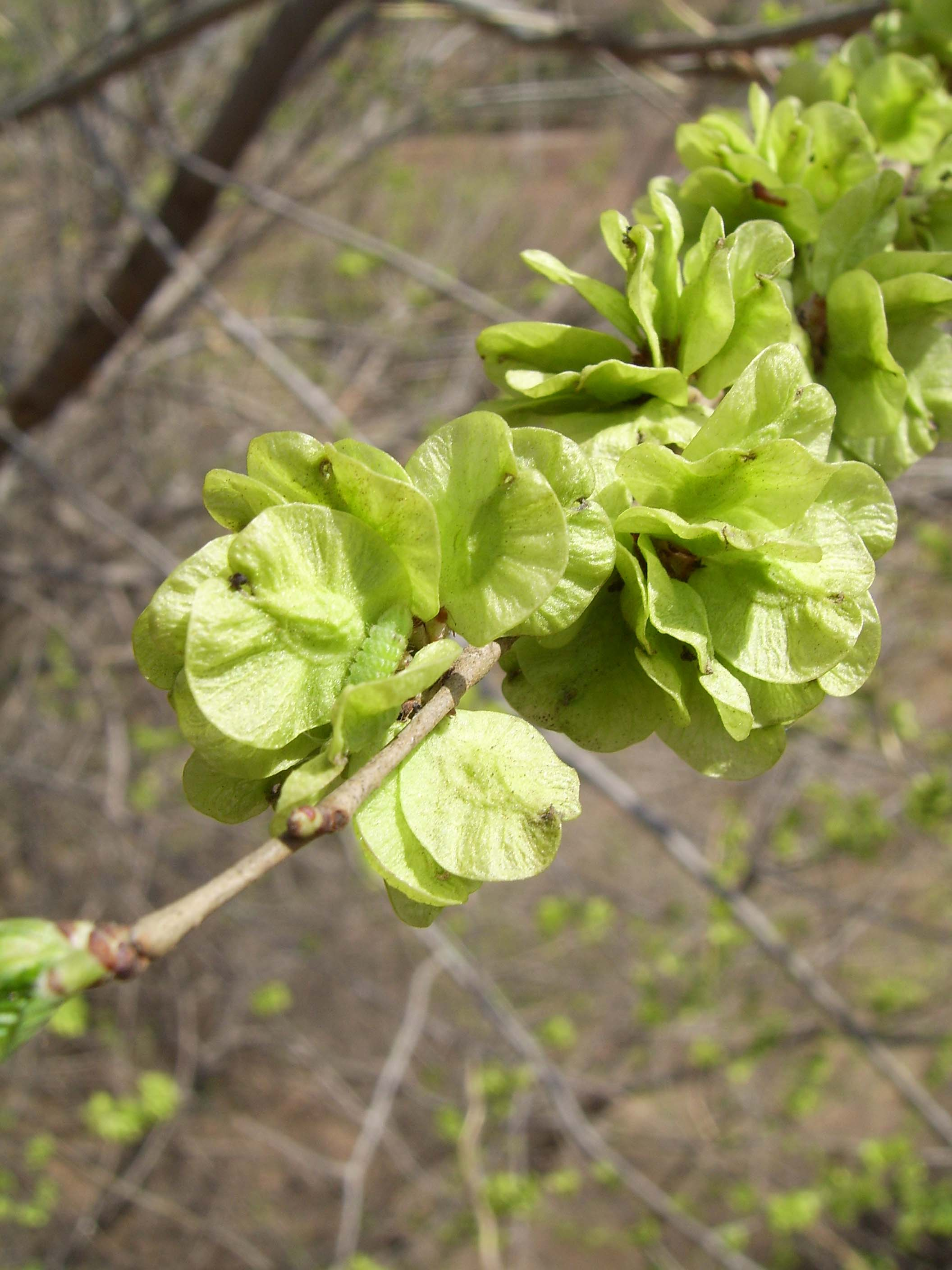
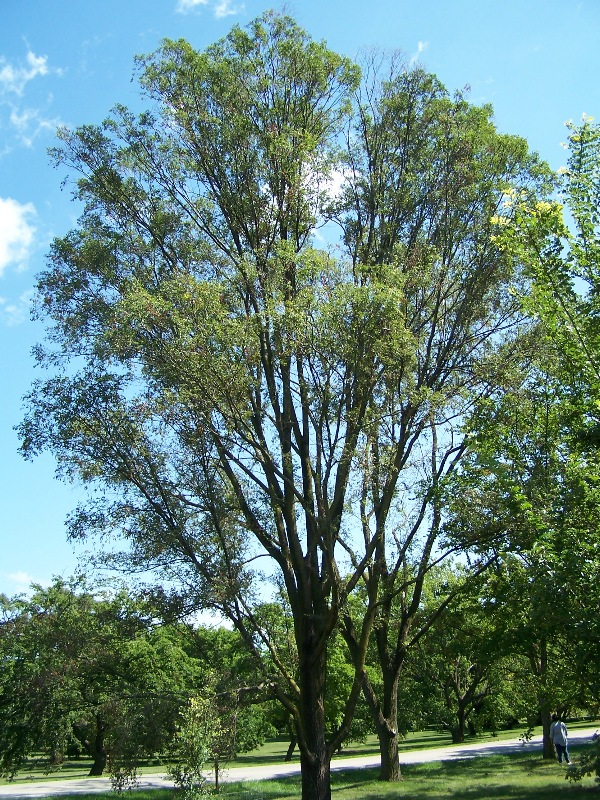
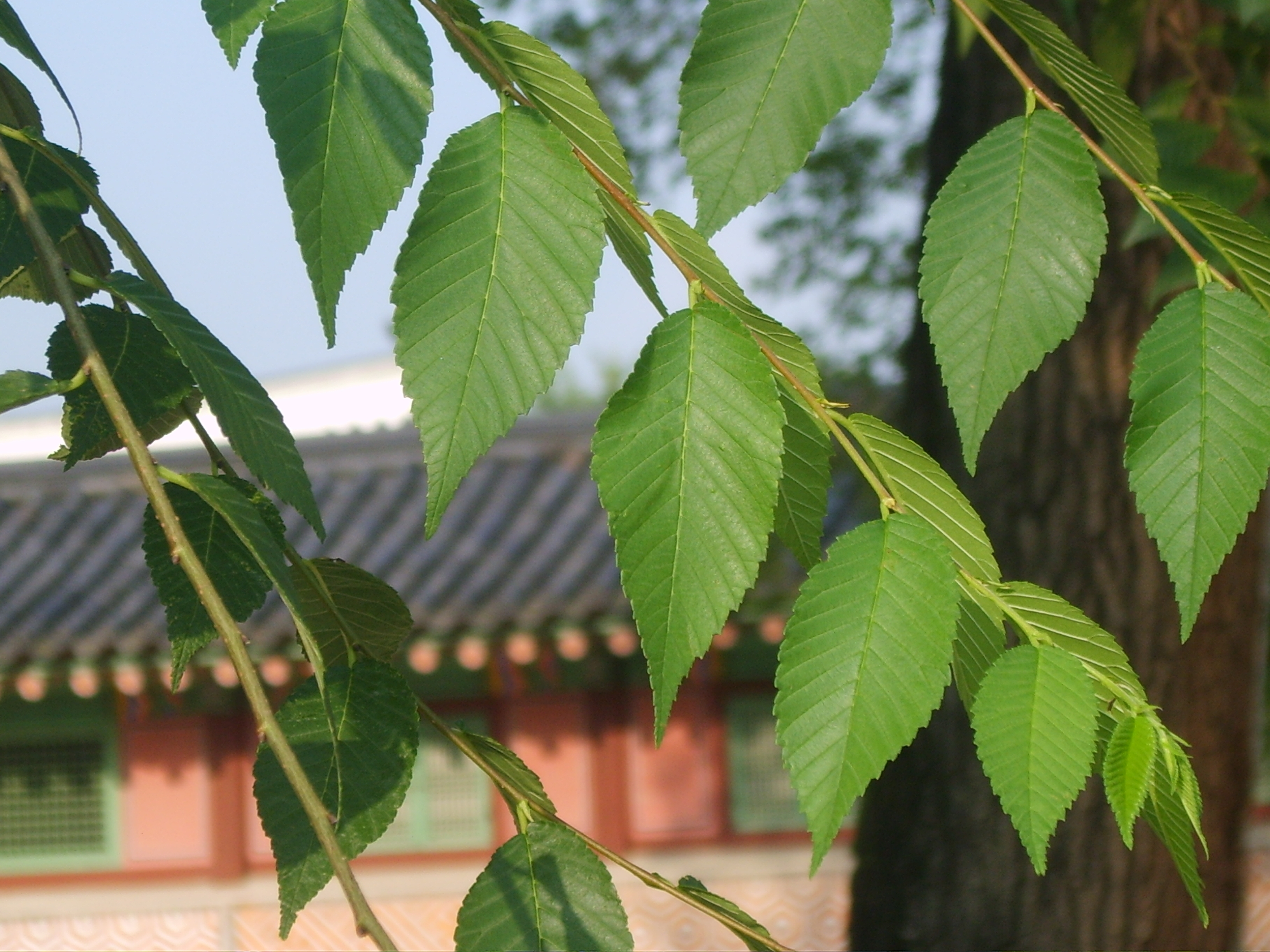
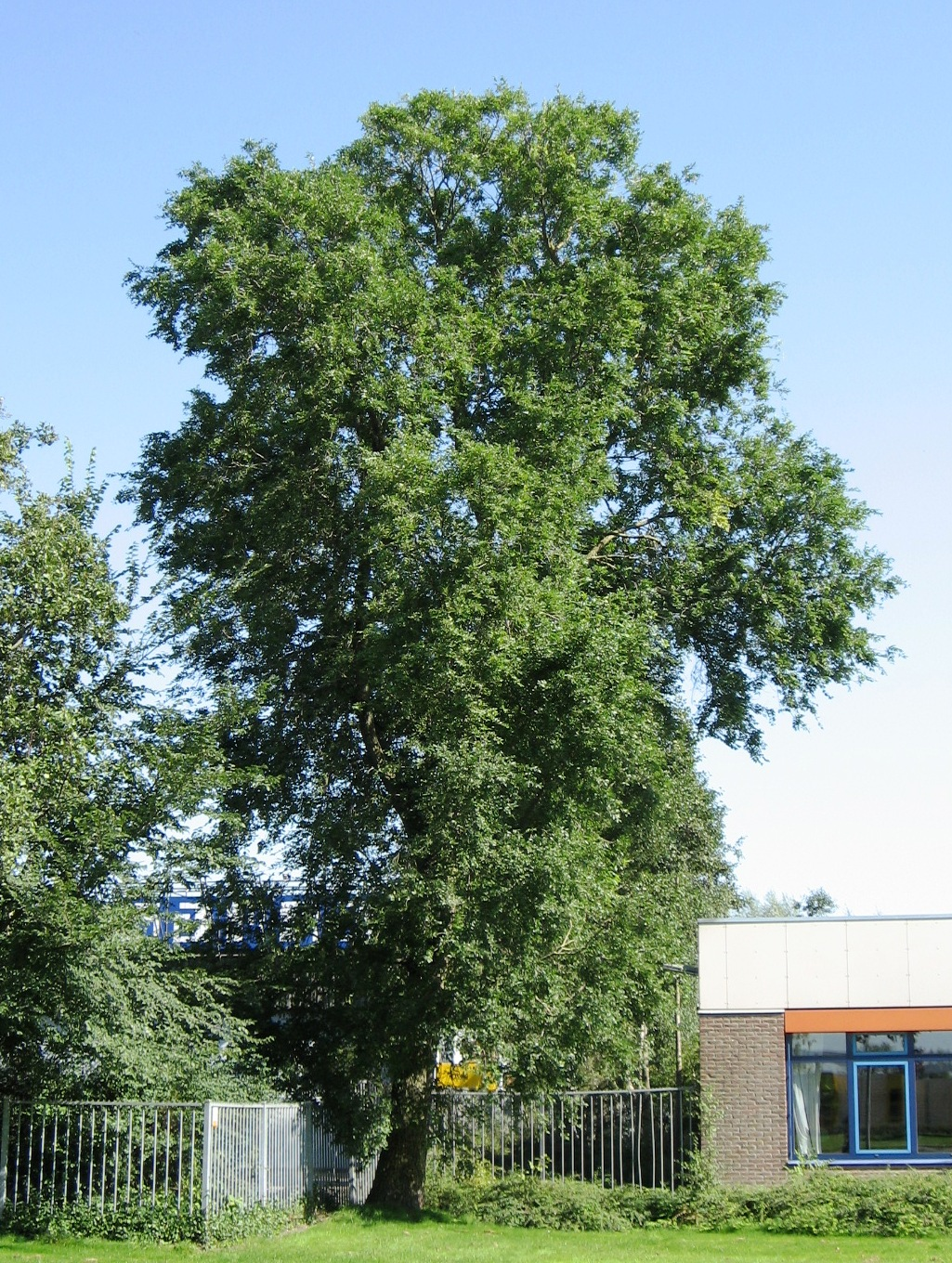